# Marchese di Londonderry
Marchese di Londonderry è un titolo appartenente alla Parìa d'Irlanda. Venne creato nel 1816 per Robert Stewart, già Barone Londonderry nel 1789, Visconte Castlereagh nel 1795 e Conte di Londonderry nel 1796. 
Gran parte della ricchezza della famiglia Stewart è legata ai beni entrati in famiglia attraverso il matrimonio.

## Storia
Il primo Marchese era figlio di Alexander Stewart, che aveva sposato Mary Cowan, sorella ed erede di Robert Cowan; quest'ultimo aveva accumulato un discreto patrimonio come governatore di Bombay dal 1729 al 1737. Fu una delle poche persone a diventare Marchese senza vantare precedenti titoli. Fece parte della Camera dei lord inglese come uno dei 28 Pari in rappresentanza dell'Irlanda dal 1800 al 1821.
Gli succedette il figlio nato dal suo primo matrimonio con Lady Sarah Seymour. Il II Marchese, meglio conosciuto come Lord Castlereagh, era un diplomatico. Castlereagh è ricordato soprattutto come Ministro degli esteri del Regno Unito (1812-1822) e giocò un ruolo importante al Congresso di Vienna del 1814 al 1815. Si suicidò nel 1822, un anno dopo essere succeduto al padre.
Gli succedette il fratellastro, il III Marchese. Era l'unico figlio dal secondo matrimonio del primo Marchese con Lady Frances Pratt, figlia di Charles Pratt, I conte di Camden. Era un generale dell'esercito e, come il suo fratellastro, fu un importante uomo politico e diplomatico. Nel 1814 fu creato Barone Stewart, nel pari del Regno Unito. Nel 1819 sposò, in seconde nozze, Lady Frances Anne Vane-Tempest, figlia ed erede di sir Henry Vane-Tempest, II Baronetto, attraverso il quale assunse il cognome aggiuntivo di Vane e nel 1823 fu creato Visconte Seaham, di Seaham, nella contea di Durham, e Conte di Vane, anch'essi titoli sono nella Parìa del Regno Unito.
A succedergli nei titoli di Visconte di Seaham e Conte di Vane fu il figlio maggiore dal suo secondo matrimonio e nei titoli irlandesi e nella Baronia di Stewart il figlio maggiore dal suo primo matrimonio, il IV Marchese. Quando quest'ultimo morì senza figli nel 1872, tutti i titoli furono riuniti nella persona del fratellastro, il II Conte di Vane, che divenne così il V Marchese. Rappresentò Durham North nella Camera dei Comuni e servì come Lord luogotenente della contea di Durham. Nel 1851 aggiunse il cognome di Tempest. Alla sua morte il titolo passò a suo figlio maggiore, il VI Marchese, politico conservatore, Lord luogotenente d'Irlanda, ministro delle poste, ministro dell'educazione, Lord del sigillo privato e come Lord presidente del Consiglio. Nel 1885 aggiunse il cognome di Stewart.
Gli succedette il figlio, anch'egli un politico conservatore. Fu Segretario di Stato per l'Aeronautica (1931-1935). Successivamente acquistò notorietà per i suoi contatti diplomatici informali con membri di alto livello del governo tedesco. Fece sei visite alla Germania nazista tra il gennaio 1936 e il settembre 1938, incontrandosi con Adolf Hitler in diverse occasioni. Gli succedette il figlio, che rappresentò la contea di Down nella Camera dei Comuni come conservatore (1931-1945). Il figlio si questi, il IX Marchese, era conosciuto come Alistair Londonderry. Sposato due volte, morì nel 2012, lasciando i titoli al figlio maggiore, Frederik.
La famiglia è proprietaria di Mount Stewart, nella contea di Down, nell'Irlanda del Nord, il Wynyard Park, tenuta nella contea di Durham e Londonderry House di Park Lane a Londra, Plas Machynlleth e Seaham Hall, nella contea di Durham.

## Marchesi di Londonderry (1816)

Stemma degli Stewart, marchesi di Londonderry.

- Robert Stewart, I marchese di Londonderry (1739-1821)
- Robert Stewart, II marchese di Londonderry (1769-1822)
- Charles Stewart, III marchese di Londonderry (1778-1854)
- Frederik Stewart, IV marchese di Londonderry (1805-1872)
- George Vane-Tempest, V marchese di Londonderry (1821-1884)
- Charles Vane-Tempest-Stewart, VI marchese di Londonderry (1852-1915)
- Charles Vane-Tempest-Stewart, VII marchese di Londonderry (1878-1949)
- Edward Vane-Tempest-Stewart, VIII marchese di Londonderry (1902-1955)
- Alexander Vane-Tempest-Stewart, IX marchese di Londonderry (1937-2012)
- Frederik Vane-Tempest-Stewart, X marchese di Londonderry (1972)

L'erede è il figlio Robin Gabriel Vane-Tempest-Stewart (2004).